# Мостище (Ивано-Франковский район)
Мостище (укр. Мостище) — село в Олешанской сельской общине Ивано-Франковского района Ивано-Франковской области Украины.
Население по переписи 2001 года составляло 445 человек. Занимает площадь 2,154 км². Почтовый индекс — 78022. Телефонный код — 03479.

## История
В 1946 году указом ПВС УССР хутор Мостиско переименовано в Мостище.
Село входило в советское время в сельский совет Делевы.